# Ai Inden
Ai Inden (位田 愛, Inden Ai) est une ancienne joueuse de volley-ball japonaise née le 3 avril 1987 à Yokkaichi (Préfecture de Mie). Elle mesure 1,73 m et jouait au poste de réceptionneuse-attaquante. Elle a mis un terme à sa carrière de volleyeuse professionnelle en mai 2017.

## Clubs
| Club                         | De        | À         |
| ---------------------------- | --------- | --------- |
| Mie Prefectural Tsushogyo HS |           | 2005-2006 |
| JT Marvelous                 | 2006-2007 | 2016-2017 |

## Palmarès
- V Première Ligue
  - Vainqueur : 2011.
  - Finaliste : 2007, 2010.
- Tournoi de Kurowashiki
  - Vainqueur : 2011, 2012, 2015, 2016.
  - Finaliste : 2007, 2010.